# 北尾好孝
北尾 好孝（きたお よしたか、1964年5月20日 - ）は、四国放送（JRT）の元アナウンサー。東京都練馬区出身。

## 経歴
大阪、広島などで育つ。広島県立福山誠之館高等学校卒業。大阪芸術大学芸術学部放送学科アナウンスメントコース卒業。1988年4月に四国放送へ入社。アナウンサー、ディレクター、報道記者、ラジオ制作局を勤めた。

## 人物・エピソード
- 弟は和歌山放送アナウンサーの北尾博伸。
- さんまのナンでもダービー（テレビ朝日）の全国各局のアナウンサーによって競われた、マイクの形の円柱に抱きつく耐久戦に四国放送代表選手として出場。競技開始直後のクレーン上昇に付いて行けず、円柱に抱きつくことができないまま最下位となってしまった。

## 過去の主な出演番組
- COME ON デンリク（ラジオ）
- 山中賢次のウィークエンドベースボール（ラジオ）
- 野球・競輪などのスポーツ中継
- さんまのナンでもダービー（テレビ朝日）